# Molí del Batet
El Molí del Batet o Molí del Pineda és una obra del municipi de Torrelles de Foix (Alt Penedès) inclosa en l'Inventari del Patrimoni Arquitectònic de Catalunya.

## Descripció
Es troba totalment en ruïnes. Només es conserva la part baixa amb volta de canó de 8 metres per 5 metres, i la portalada adovellada amb arc de mig punt i gairebé taponada per l'enderroc del molí.